# 斯塔休基
49°2′24″N 27°36′44″E / 49.04000°N 27.61222°E
斯塔休基（烏克蘭語：Стасюки），是烏克蘭的村落，位於該國西南部文尼察州，由日梅林卡區負責管轄，面積0.26平方公里，海拔高度329米，2001年人口132，人口密度每平方公里509.65人。